# Римські зачіски

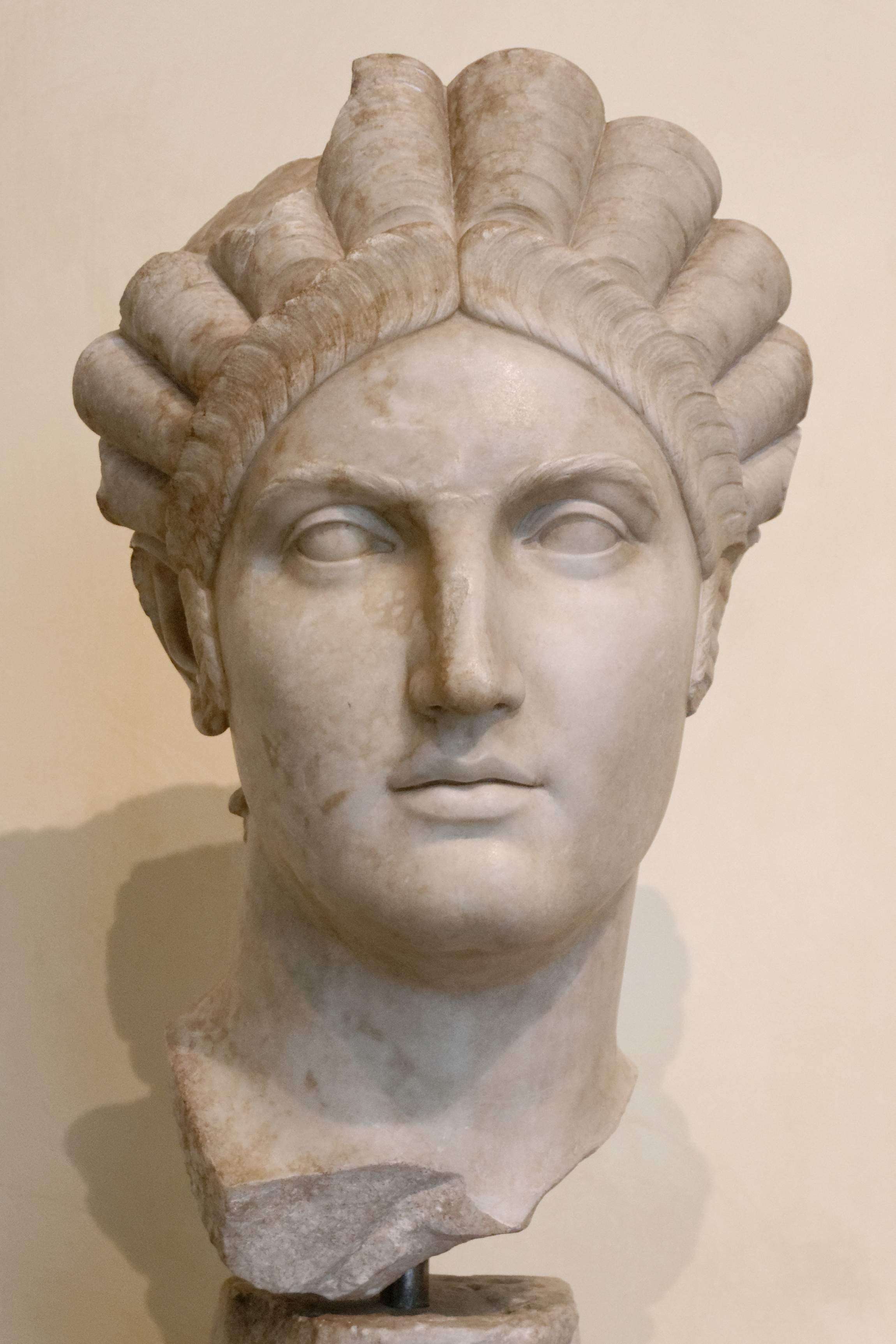
Мармуровий бюст «Матідія 1» 119 р. н.е

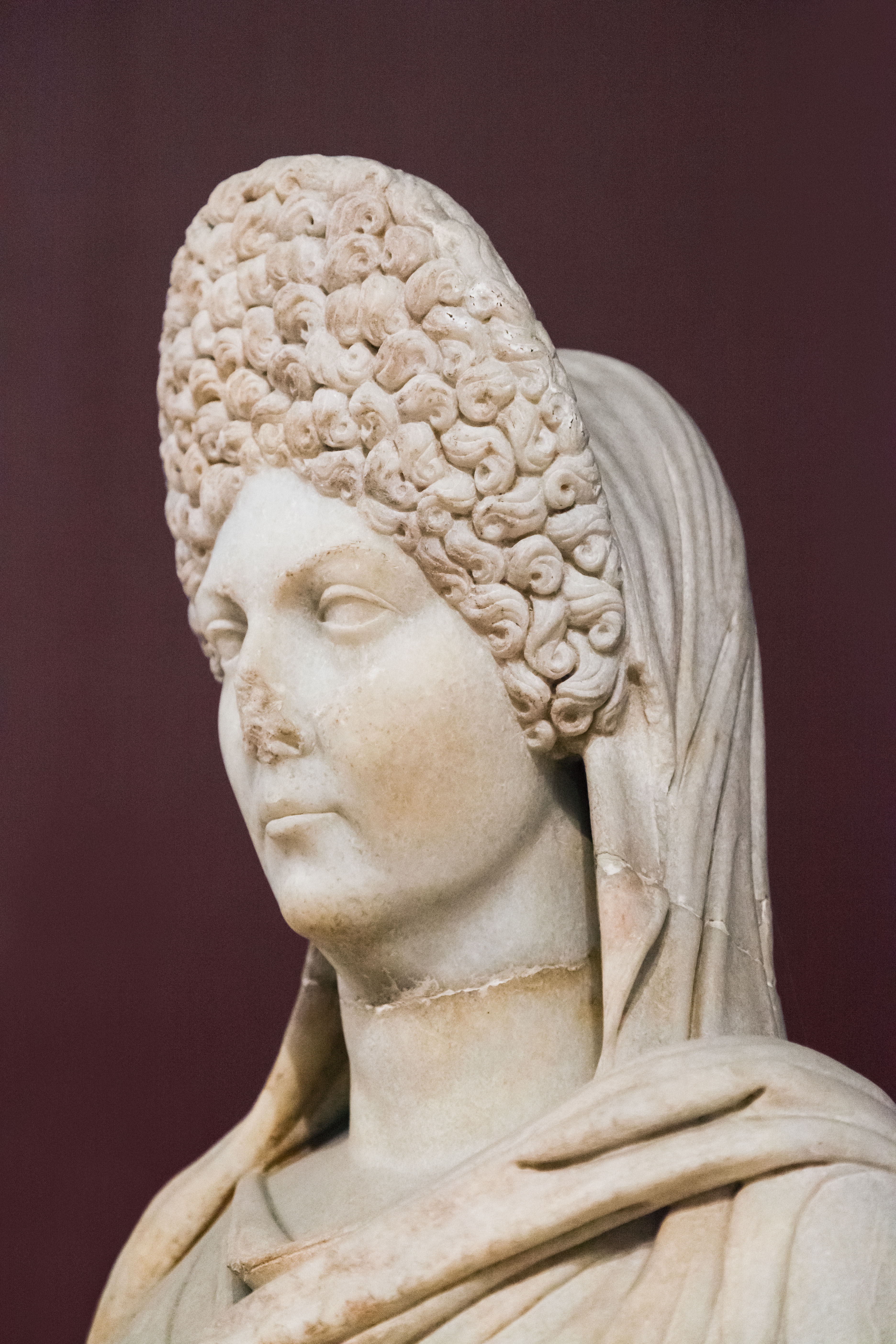
Римська статуя жінки з вишуканою зачіскою (Афродізія, 2 століття нашої ери)

Мода на зачіски в Римі постійно змінювалася, і в період Римської імперії існувала ціла низка різних способів укладання волосся. Як і з одягом, існувало кілька зачісок, які могли носити люди з обмеженого кола стародавнього суспільства. Стилі настільки своєрідні, що дозволяють вченим сьогодні відворити хронологію римських скульптур; ми можемо з'ясувати дату зображень імператриць на монетах або встановити особистість людини на бюстах залежно від їх зачіски.

## Значення

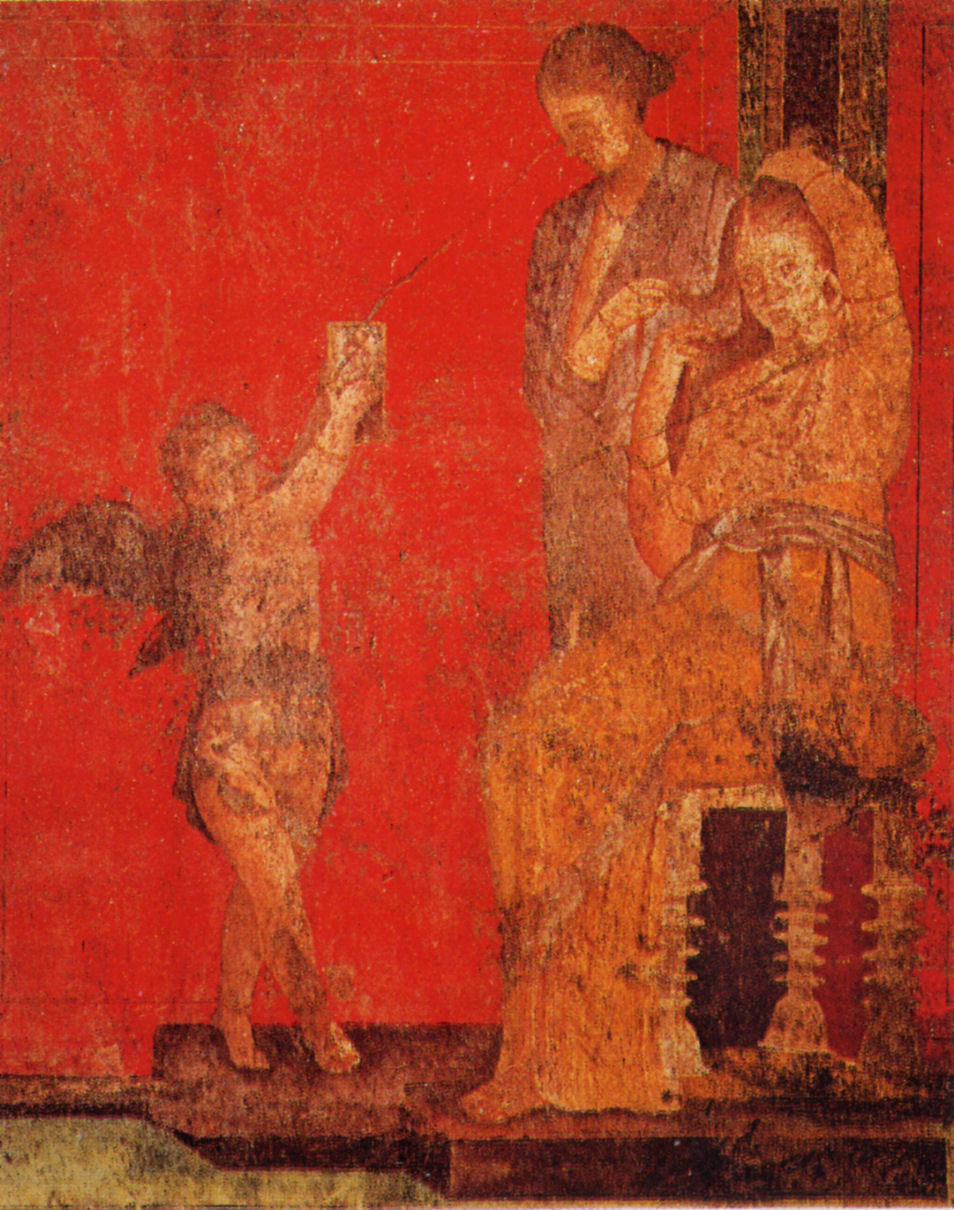
Молода жінка сидить, а слуга поправляє їй зачіску за допомоги купідона, який тримає дзеркало, щоб показати відображення, деталь фрески з Вілли Містерій, Помпеї, бл. 50 рік до нашої ери

Як і сьогодні, волосся для римлян було проявом особистої ідентичності, подібно одягу. Зачіски визначалися низкою факторів, а саме статтю, віком, соціальним статусом, багатством і професією. Жіноча зачіска виражала її індивідуальність у стародавньому римському світі. Те, як людина укладала своє волосся, було ознакою її статусу та ролі в суспільстві.
Волосся у римлян вважалося дуже еротичною ділянкою жіночого тіла, і привабливість жінки була напряму пов'язана з його зовнішнім виглядом. Як наслідок, для жінок вважалося доречним витрачати час на своє волосся, щоб виглядати спокусливо. Створення зачісок та невід'ємна частина цього процесу — споглядання себе у дзеркалі, сприймалися як суто жіночі заняття. Довгі сеанси догляду за собою для жінок допускалися, незважаючи на те, що такі письменники, як Тертуліан і Пліній, коментували їх огиду до часу та енергії, які жінки присвячують своєму волоссю. Тим не менш, численні зображення жінок, що займаються перукарськими послугами та споглядають у дзеркало. на рельєфах гробниць та портретах, є свідченням того, наскільки перукарське мистецтво вважалося частиною жіночої сфери.
Перукарське ремесло існувало не тільки заради привабливості — воно було дозвіллям культурної, елегантної жінки. Волосся розглядалося і як ознака багатства та соціального статусу, і як смаку і моди. Але на відміну від сучасних зачісок, комфорт і природність для римлян відійшли на другий план порівняно до тих, які максимально демонстрували багатство власника. Іншими словами, складна і неприродна зачіска була б краща, ніж проста, тому що це продемонструвало б багатство власника, який може дозволити собі витратити час на укладку волосся. Модна зачіска у жінок означала, що вони є частиною елегантної римської культури.
«Природний» стиль асоціювався з варварами, у яких, на думку римлян, не було ні грошей, ні освіти для створення складних зачісок. «Природність» свідчила про відсутність культури, а догляд за волоссям йшов пліч-о-пліч із належанням до вищого суспільства. Асоціація з варварами була причиною того, що римські чоловіки коротко стригли волосся. Робота перукарів-рабів під назвою Ornatrices — створювати для свого господаря нову зачіску щодня, а також позбавлятися сивого волосся.
Крім суспільної цінності, волосся символічно використовували для позначення обрядів переходу; наприклад, розпущене волосся було звичайним явищем на похоронах, а seni crines була зачіска, яку носили наречені та весталки ; розділяли й заплітали на шість кісок, а у нареченої — списом. Волосся нареченої поділялося за допомогою hasta recurva або Hasta caelibaris,- зігнутим залізним вістрям, і було увінчано квітами. Крім церемоній, зачіска визначала вік жінки. Була помітна різниця у волоссі, прийнятна для дівчат-підлітків і статевозрілих жінок. Дівчата-підлітки часто мали довге волосся, що спускалося вниз по спині, в той час як у жінок було таке ж довге волосся, але вони його заплітали та підв'язували.

## Головний убір

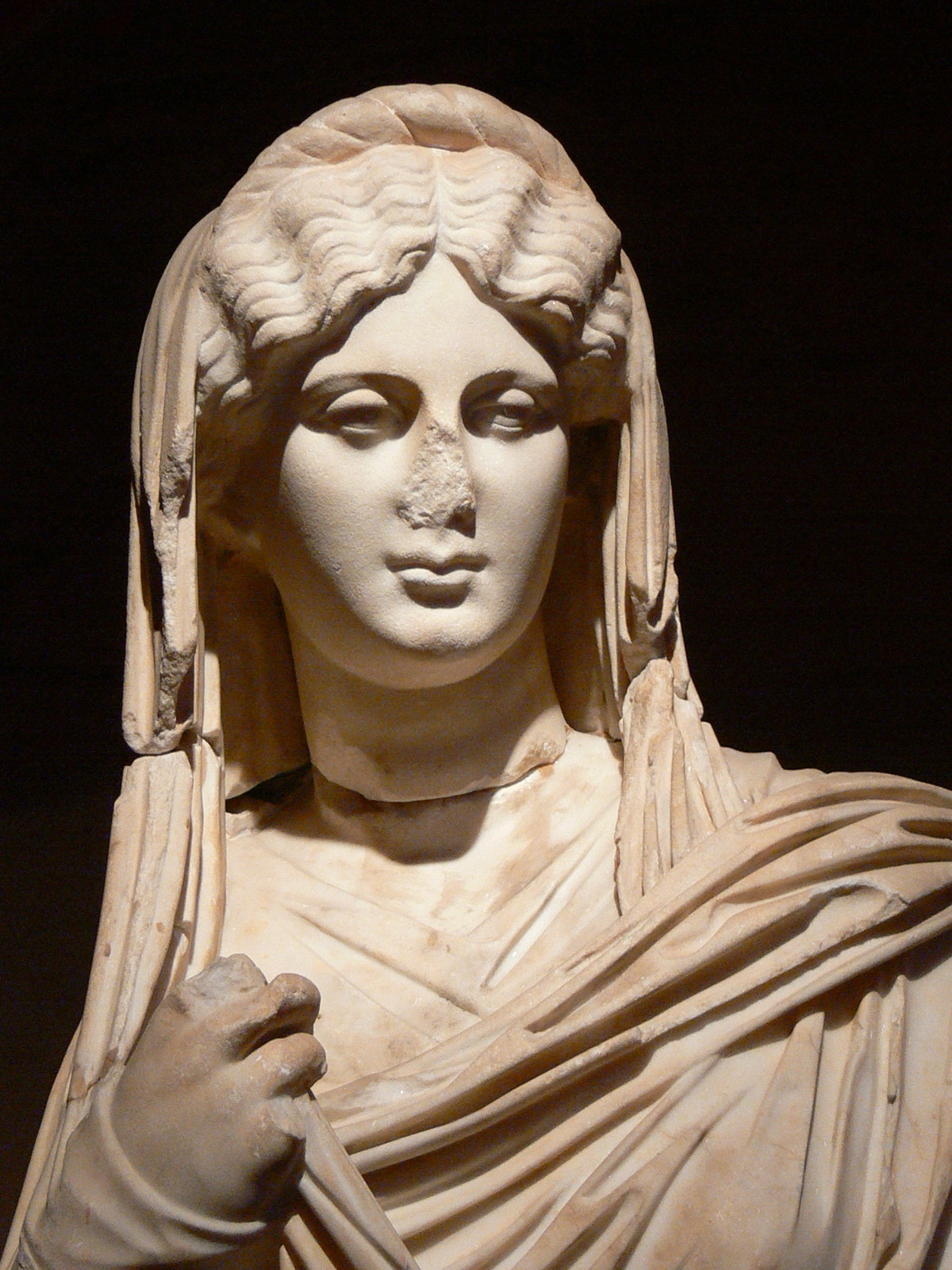
Статуя, що зображує Паллу, намальовану над головою. Ця зачіска належить до епохи Антоніна.

### Накривало
Можливо, через еротичну асоціацію волосся часто пов'язували з римськими ідеями жіночої скромності та честі. Ми знаємо, що накривала були важливими в цьому випадку, оскільки вони захищали від (або заохочували, за словами Сенеки Старшого) домагань чоловіків. Пала була ознакою одруженої, поважної жінки. Це був шматок тканини, обмотаний навколо тіла з одним кінцем через плече. Існують значні докази того, що палла також носилася перекинутою через потилицю як накривало.
Пала нібито означала гідність і сексуальну скромність одруженої жінки, але через її обтяжливу текстуру як накривало, було багато дискусій, чи носила її на публіці лише аристократія, або працюючі жінки з нижчих класів. Вітти були вовняними стрічками, якими обв'язували волосся одруженої жінки. Вони були ще одною ознакою скромності та чистоти дружини і розглядалися як частина одягу та зовнішнього вигляду матрони. Вітти могли бути прикрашені дорогоцінним камінням, або стрічками фіолетового кольору.

### Перуки

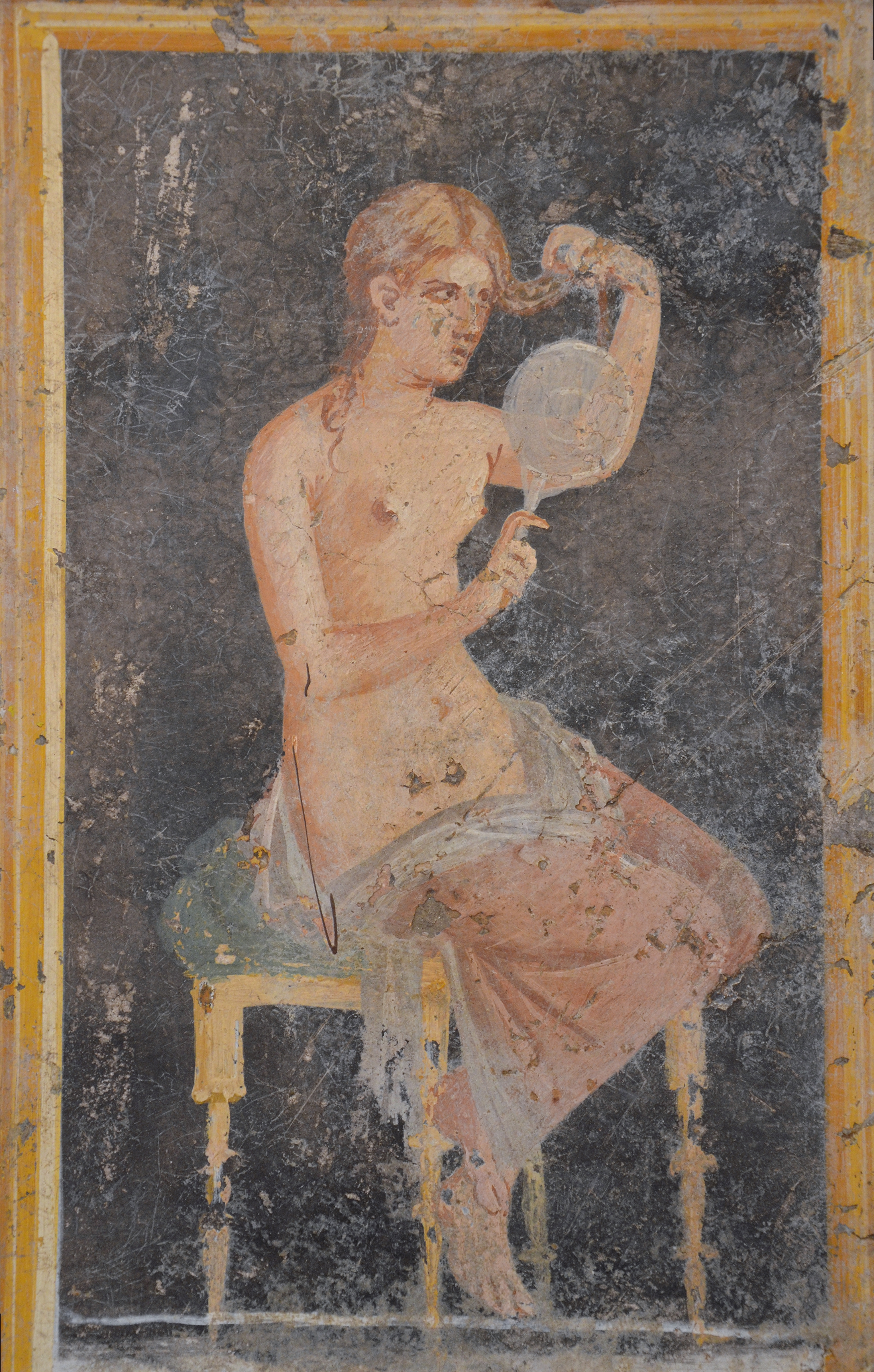
Фреска із зображенням жінки, яка дивиться в дзеркало, коли вона збирає (або розпускає) своє волосся, з вілли Аріанни в Стабіях (Кастелламмаре ді Стабія), 1 століття нашої ери

Через будову волосся і відносно вологий клімат у верхів'ях Римської імперії, є дуже мало зразків перук, які збереглися до наших днів. Жінки носили перуки незалежно від того, були вони лисі чи ні. Так само робили чоловіки; Імператор Отон носив перуку, як і Доміціан. Перуки дозволяли жінкам краще досягати типу «високих» зачісок, які особливо підкреслювали епохи Флавіїв і Траяна (наприклад, періоди 69–96 та 98–117 рр. н. е.). Ці зачіски були настільки високі, що античний письменник Ювенал порівнює їх з багатоповерховими будинками.
Перуки робили з людського волосся; світле волосся з Німеччини та чорне з Індії особливо цінувалися, особливо якщо волосся походило з голови людини підкореної цивілізації. Світле волосся різних германських народів символізували військову здобич. У випадках, коли перуки використовувалися для приховування облисіння, перевага надавалася натуральному вигляду, тому носили перуку з кольором волосся, схожим на оригінальний колір власника. Але в тих випадках, коли перуку носили з метою похизуватися, натуралізм не відігравав великої ролі. Очевидно, перевагу віддавали штучним перукам, іноді переплетеним з двома контрастними кольорами волосся зі світлим волоссям з Німеччини та чорним з Індії. Золотий пил також додавав вигляду світлого волосся і покращував його вигляд. Вважалося, що імператор Луцій Вер (161—169 рр. н. е.), який мав природне світле волосся, посипав свою голову золотим пилом, щоб зробити себе ще світлішим.
Зручність перук, які використовували римляни, полягає в тому, що їх можна було закріпити безпосередньо на голові власника, що означає, що вигляду зачіски можна було б досягти набагато швидше, ніж якби це було зроблено зі справжнього їх волосся. Крім того, це зменшить незручності від необхідності відрощувати власне волосся занадто довгим. Було припущено, що необхідна довжина для щоденного створення таких зачісок буде значно нижче плеча, можливо, до талії.
У римські часи існувало два типи перуки: повна перука, яка називається capillamentum, і половинна перука, яка називається galerus. Галерус міг бути у формі стрічки вовняного волосся, яке використовувалося як тупеї для створення вишуканого стилю, або як парик на потилиці або передній частині голови. Парики прикріплювали шпильками або пришивали їх на шматок шкіри та прикріплювали як перуку. Крім того, можна використовувати клей, щоб прикріпити його до шкіри голови, або, як ілюструє бюст з Британського музею, парик можна заплітати в існуюче волосся.
Джанет Стівенс — археолог-аматор і перукар, яка реконструювала деякі зачіски Стародавнього Риму, намагаючись довести, що вони робилися не за допомогою перук, як прийнято вважати, а з власного волосся людини.

### Знімні мармурові перуки
Самі бюсти могли мати знімні перуки. Було багато пропозицій щодо того, чому деякі бюсти були створені зі знімними перуками, а деякі без них. Можливо, головною причиною було те, щоб бюст виглядав сучасним. Замовляти новий бюст щоразу, коли змінюється мода на зачіски, було б надто дорого, тому для жінок з меншими коштами був би кращим комбінований бюст. Можливо, ще одна причина полягала в тому, щоб пристосувати сирійський ритуал помазання олією черепа бюсту.
Крім того, у випадках, коли бюст був похоронним замовленням, можна сміливо припустити, що людина, зображена на ньому, не мала б можливості позувати для іншого портрету після своєї смерті. Хоча точно невідомо, як були прикріплені ці мармурові перуки, ймовірна складність ефективної заміни «перук», відштовхнула б багатьох жінок від вибору знімного і незнімного бюста.

## Інструменти торгівлі

### Барвники
Фарбування волосся було популярним серед жінок, хоча часте фарбування часто робило його слабкішим. Тертуліан розповідав про фарбу для волосся, яка обпікала шкіру голови і була шкідливою для голови. Штучні барвники застосовувалися у вигляді порошків і гелів. Щоб зробити волосся більш слухняним, можна нанести хну або тваринний жир. Щоб запобігти посивінню, деякі римляни наносили на ніч пасту з трав і дощових черв'яків; крім того, голубиний гній використовували для освітлення волосся. Щоб пофарбувати волосся в чорний колір, Пліній Старший пропонував застосовувати п'явок, які гнили в червоному вині протягом 40 днів.
Фарбування волосся в рудий колір містило в собі суміш тваринного жиру та попелу бука тоді як шафран використовувався для золотистих тонів. Овідій згадував кілька рослинних барвників. Для лікування таких захворювань, як випадання волосся, Пліній пропонував застосовувати жовчний міхур свиноматки, змішаний з сечею бика, або попелом геніталій осла, або іншими сумішами, такими як попіл рогів оленя, змішаний з вином. Крім того, вважалося що козяче молоко або козячий гній лікують вошей.

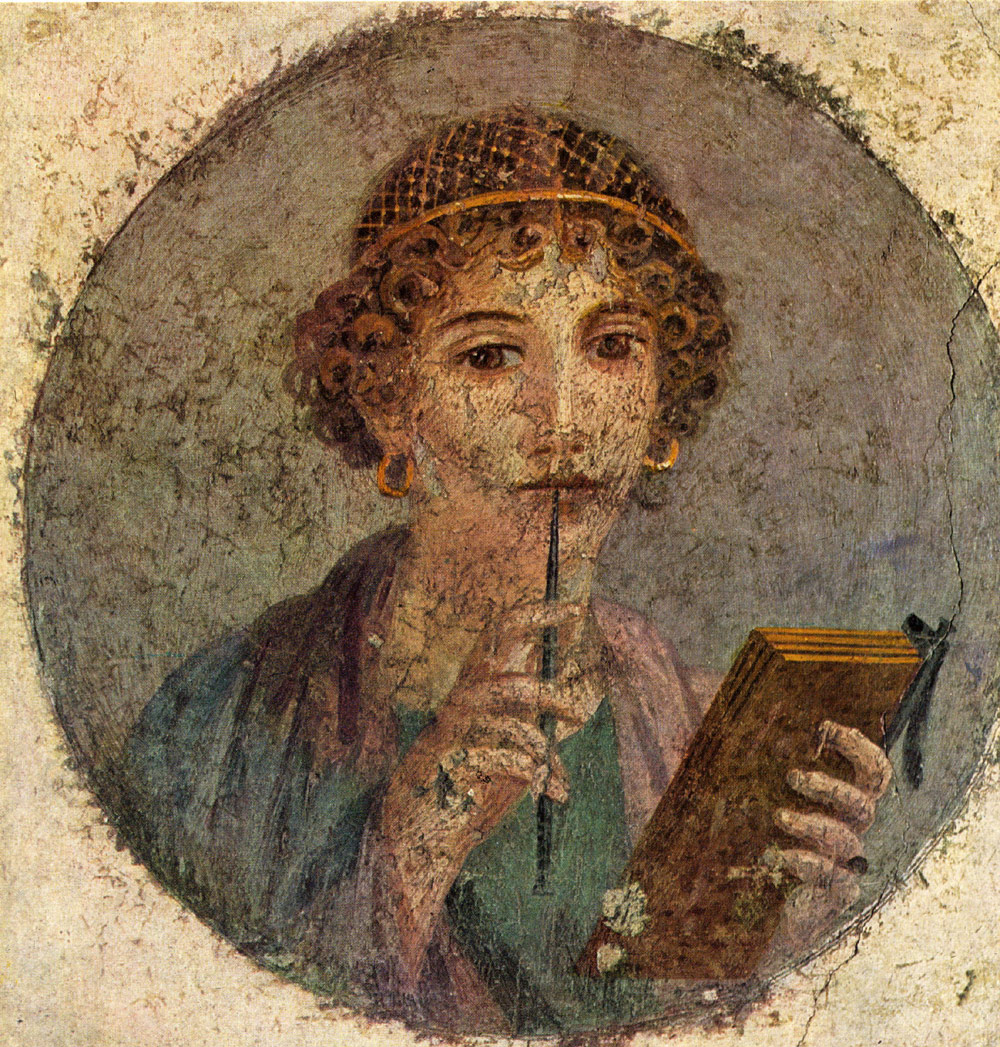
Золота сітка для волосся, імперський період, Помпеї

### Плойки, шпильки та сітки для волосся
Каламіструм — назва римської плойки. Він складався з порожнистого металевого зовнішнього циліндра та меншого суцільного циліндра всередині нього. Волосся обвивалося навколо твердого циліндра і вставлялося в металевий накінечник. Зовнішня металева частина нагрівалася у вогні, що робило волосся кучерявим. Повідомлялося, що через частоту та температуру, при якій волосся завивалося, витончення та пошкоджене волосся були поширеними серед жінок.
У той час як гель і хна, як згадувалося вище, використовувалися для догляду за волоссям, сітки і шпильки також були поширеними. Бідніші жінки використовували дерев'яні шпильки, тоді як аристократія використовувала золото, слонові кістки, кришталь, срібло або розписані кістки. Шпильки прикрашались різьбленням богів, бісером і підвісками.

## Зачіски з часом
Римські зачіски змінилися, але було кілька постійних зачісок, які використовувалися постійно, наприклад, пачка або пучок. Вулик, шолом, букет для волосся або дот — це сучасні назви римських зачісок.

### Тутулус
Спочатку тутулус була етруською зачіскою, яку часто носили наприкінці 6-го і на початку 5-го століття до нашої ери (основному materfamilias, матері сім'ї.) Вона залишалася популярною, навіть коли мода змінювалася. Щоб зробити цю зачіску, волосся розділяли, укладали високо і формували в пучок, після чого зав'язували фіолетовими стрічками з вовни. В результаті волосся має бути конусоподібної форми. Це була також зачіска, яку носили фламініки.

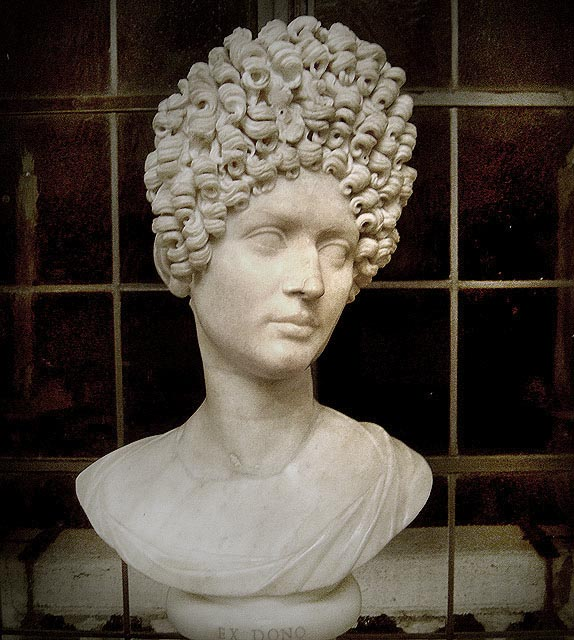
Портрет жінки періоду Флавіїв, мармур // Портретний бюст молодої жінки (Юлія, дочка Тита?). Мармур. 80–90-ті роки нашої ери. Показано надзвичайно складні зачіски, які носили римські жінки вищого класу того часу. Рим, Капітолійські музеї, Палаццо Нуово, Зал імператорів.

### Стилі республіканського періоду та епохи Августа
Республіканський період і стиль нодус були особливо поширені. В імператорській іконографії nodus coiffure асоціювався переважно з жінками в родині Августа. У стилі nodus волосся було розділене на три частини, причому волосся з боків голови зав'язувалися в пучок ззаду, а середня частина була закручена назад, створюючи ефект, схожий на (порівняно сучасний) стиль Помпадура. Лівія, дружина Августа, і Октавія, сестра Августа, особливо віддавали перевагу стилю нодус, обидві продовжували використовувати його і в імперський період.
Інші стилі в епоху Юліїв-Клавдіїв були розроблені простими, з волоссям, розділеним навпіл і зав'язаним у пучок ззаду. Можливо, це було зроблено для того, щоб протиставити римську скромність та Клеопатру і її пишність.

### Зачіски Флавіана і Антоніна

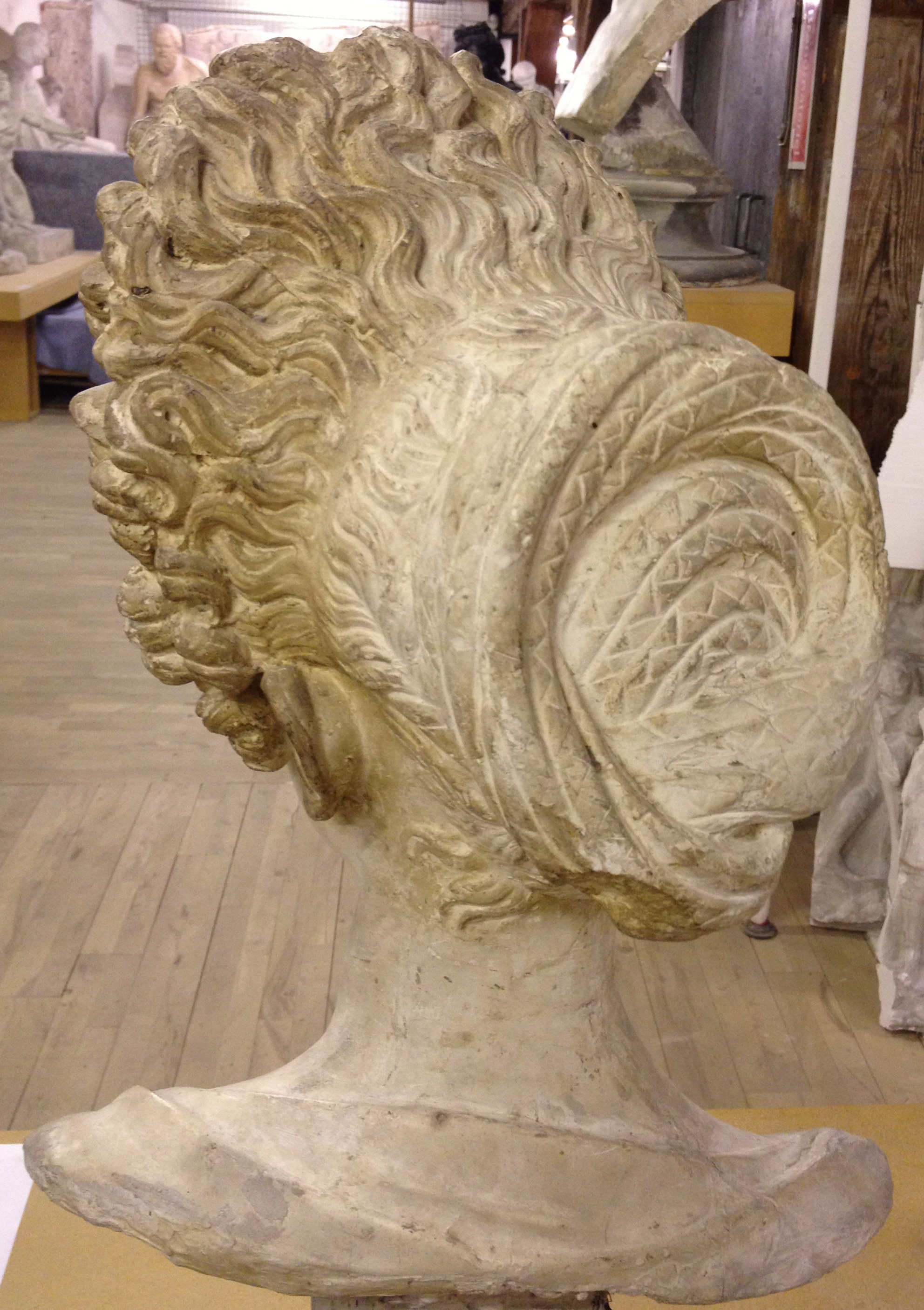
Портрет римської жінки, період Флавіїв, Рим, Музей Капітоліні

Зачіски Флавіана та Антоніна сильно відрізнялися між чоловіками та жінками в реальному житті та за зовнішнім виглядом волосся в чоловічих і жіночих скульптурах. У Стародавньому Римі волосся було основним фактором, визначавшим фізичну привабливість жінки, які воліли представлятися молодими і красивими. Тому жіночі скульптури відомі тим, що мають драматичні локони, вирізані з сильними ефектами світлотіні. З іншого боку, більшість чоловіків у період Флавіїв наприкінці першого століття нашої ери мали коротко підстрижене волосся на маківці, як, наприклад, портрет Доміціана (на фото), що означало активну роль у суспільстві, а жінки — пасивність.
Зачіски Флавіана та Антоніна є, мабуть, найвідомішими та екстравагантними стилями імператорського Риму. За цей час аристократичний жіночий стиль став найяскравішим (кіпрські локони). Зачіски були високі, з масою фігурних локонів і кіс. Високі вигнуті корони спереду були виготовлені з вовни та накладок, і їх можна було прикріпити як на потилиці, так і на передній частині. Як правило, як і у випадку зі знаменитим бюстом Фонсеки (на фото), ця конкретна зачіска була популярною в період Флавіїв. Волосся розчісували на дві частини; передня частина була зачесана вперед і побудована завитками, а задня частина була заплетена і згорнута в складний пучок (Orbis Comarum). Письменник Ювенал описав цю моду як зачіски, завдяки яким жінки здавалися високими спереду, а ззаду — навпаки.
У пізній період Антоніна кучері на передній частині голови були зведені до нижчого рівня, ніж у період Флавіїв. Коси, згорнуті на потилиці, були висунуті далі вперед, замість цього часто спиралися на маківку. Інша зачіска антонінського періоду представляла волосся, розділене на заклепки і зав'язане ззаду.

### Династія Северан
Юлія Домна, дружина Септімія Севера, мала собливо помітну зачіску. Юлія Домна була найвпливовішим носієм перуки. Вона носила важку кулясту перуку з простими хвилями розміром з палець з простим центральним проділом. Юлія Домна була дочкою високопоставленого священика із Сирії, і було припущено, що її стиль свідчить про її іноземне походження. Незважаючи на те, що вона зі Сходу, вона прийняла перуку, щоб створити знайомий римський образ, зокрема, щоб наслідувати своїй попередниці, Фаустині Молодшій. У 2012 році на щорічній зустрічі Археологічного інституту Америки у Філадельфії було представлено відео Джанет Стівенс «Джулія Домна: судова перукарня», відтворення пізнішої зачіски римської імператриці.

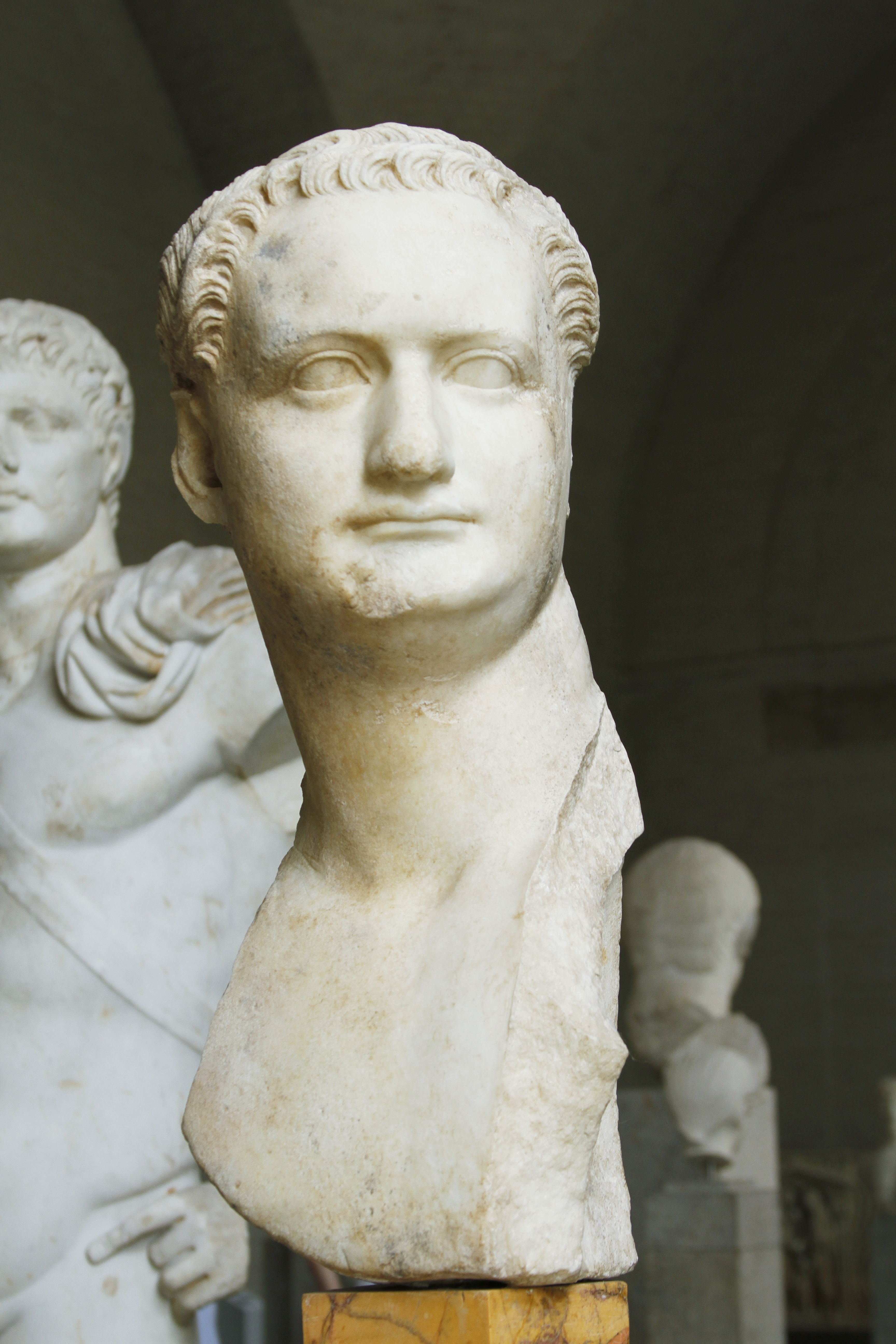
Бюст Доміціана

Іноземні жінки часто носили волосся інакше, ніж римлянки, а жінки з Пальміри, як правило, носили волосся, завите простим центральним проділом, супроводжуваним діадемами та тюрбанами відповідно до місцевих звичаїв. Відомо, що жінки зі Сходу зазвичай не носили перуки, вважаючи за краще створювати складні зачіски з власного волосся. З плином часу зачіски Северан змінилися від стилю з центральним проділом, завитим пальцями, на зачіску з більшою кількістю локонів і локонів на передній і потилиці, часто супроводжуваної перукою.

## Чоловічі зачіски

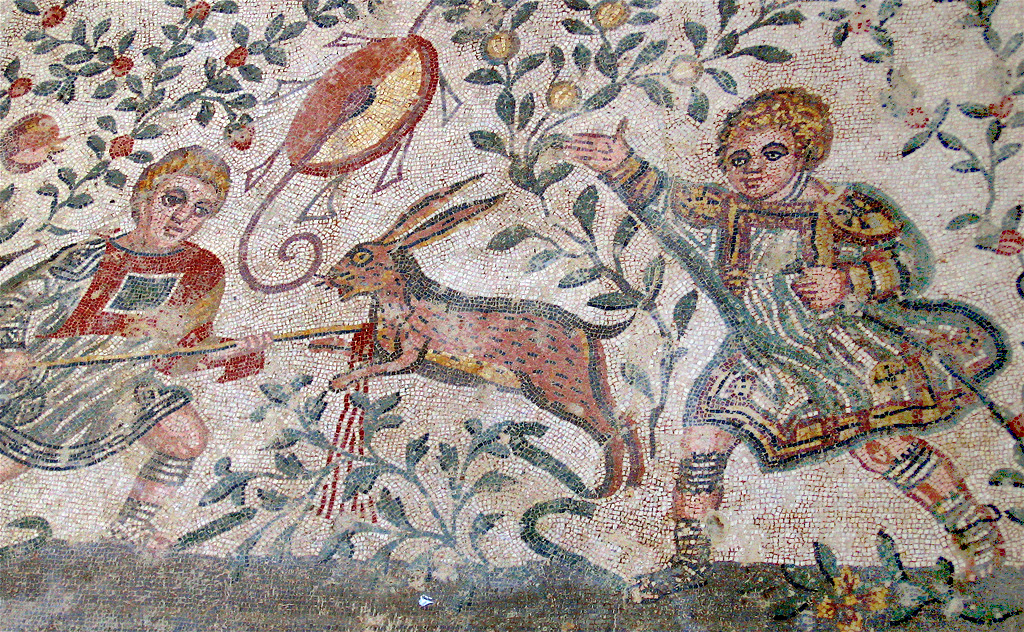
Хлопчики з коротко підстриженим світлим волоссям полюють на кролика в мозаїці з Вілли Романа дель Казале, римська Сицилія, IV століття нашої ери

Римські зачіски для чоловіків змінювалися протягом давніх часів. Хоча чоловіче волосся, можливо, вимагало не менше щоденної уваги, ніж жіноче, укладання, а також соціальна реакція, яку воно викликало, кардинально відрізнялися. Тривалі сеанси догляду чоловіків за собою і своїм волоссям сприймалися як табу. Наприклад, одна з основних ознак, яка спостерігається у багатьох жінок, але ніколи у чоловіків, — це довге волосся, розділене центральною частиною. Очевидно, чоловіки ніколи цього не носили, і оскільки немає біологічної різниці у волоссі між статями, це практика, що визначається виключно культурою. Брови обох статей, як правило, оброблялися однаково.
У ранні часи, швидше за все, римські чоловіки носили довге волосся. З появою перукарів, які називаються тонзорами, приблизно в 300 році до нашої ери стало звичай носити коротке волосся. У Стародавньому Римі домашні раби виконували перукарські функції для багатих чоловіків. Однак чоловіки, які не мали доступу до приватних перукарень і послуг для гоління, або ті, хто віддав перевагу більш соціальній атмосфері, ходили в перукарню (tonstrina). Перукарні були місцями світських зустрічей, і перше гоління молодого юнака часто навіть відзначалося як перехід до мужності в громаді. Перукарі зазвичай голили обличчя клієнтів залізними бритвами і наносили засоби після гоління мазями, які могли містити павутину. Підстригання волосся та гоління було б правилом у Римі в другому столітті до нашої ери. Римських чоловіків, які носили бороди, не допускали до сенату, якщо вони не голилися.
У Стародавньому Римі чоловікам було бажано мати повну шевелюру. Це було проблемою для Юлія Цезаря. У той час бути лисим вважалося уродством, тому Цезар докладав зусиль, щоб приховати своє рідке волосся. І через це він зачісував свої тонкі пасма вперед над маківкою. Светоній писав: «Його лисина дуже турбувала його». Сенат дозволив Цезарю носити лаврову корону, за допомогою якої він міг замаскувати свою лінію волосся.
У римські часи легко дізнатися, як імператори носили волосся. Наприклад, незмінною рисою портретів Августа є його зачіска з характерними роздвоєними пасмами волосся на лобі. У ці часи імператора найчастіше вбачали законодавцем моди. Це показує імператор Нерон (54–68 рр. н. е.), який перейняв складні зачіски з кучерями і навіть мав бакенбарди. Чоловіки почали більше завивати волосся, і Нерон започаткував цю тенденцію. Після періоду Флавіїв у більшості чоловіків волосся було коротко підстрижене на маківці. Протягом наступних кількох десятиліть пряма стрижка з чубчиком на чолі була популярна серед чоловіків Траяна. Інша тенденція, започаткована імператором Адріаном (117—138 рр. н. е.). Він був першим імператором, який носив бороду, і після нього багато імператорів продовжили цю тенденцію. Зазвичай це вважалося ознакою його відданості Греції та грецькій культурі. Одне літературне джерело, Historia Augusta, стверджує, що Адріан носив бороду, щоб приховати плями на обличчі.